# Deutsche Panzerzüge bis 1945
In dieser Liste der Deutschen Panzerzüge bis 1945 werden Panzerzüge und Panzer-Triebwagen aufgeführt, die zwischen 1904 und 1945 zum Einsatz kamen.

## Geschichte

### Die Anfänge
Der erste eingesetzte, improvisierte Panzerzug wurde im Jahr 1904, während des Aufstandes der Herero in Deutsch-Südwestafrika eingesetzt. Dieser Panzerzug lief unter dem Kommando von Oberleutnant von Zülow. Die Ereignisse, die zu diesem Panzerzug führten, und das Ergebnis daraus gaben den letzten Anstoß zum Bau eigener Panzerzüge im deutschen Heer. Anfang 1904 richtete dabei der Generalstabschef Alfred Graf von Schlieffen ein Schreiben an das Kriegsministerium ein. In diesem erwähnte er die guten Erfahrungen, die man mit geschützten Wagen und einer Bewaffnung mit Schnellfeuergeschützen ausgerüsteten Panzerzügen anderweitig gemacht hatte. Auch erwähnte er, dass die Verwendung solcher Einheiten zur Sicherung der Eisenbahnen an der Grenze und im Etappengebiet des Feindeslandes, sowie zu Erkundungszwecken für das Deutsche Reich von Vorteil sein könnten.
Daraufhin wurde eine Kommission gegründet, in der sich das Gremium um die folgenden Fragen kümmern müsste:
- 1. Wie können Panzerzüge verwendet werden
  - a) während einer Mobilmachung und des Aufmarsches?
  - b) während Operationen?
  - c) im Etappenbereich?
- 2. Was sind die Nachteile von Panzerzügen? (z. B. Artilleriefeuer, Entgleisungen etc.)
- 3. Wie ist die Panzerung auszuführen und der Zug auszurüsten?
  - a) Welche Stärke müssen Panzerbleche haben?
  - b) Sind Tenderlokomotiven leichter gegen Beschuss zu schützen?
  - c) Genügt es, nur die mittlere Zone des Lokomotivkessels zu schützen?
- 4. Welche Friedensvorbereitungen sind nötig, um das geeignete Rollmaterial, die Panzerung und die Ausrüstung sicherzustellen?

Um die Fragen 3 und 4 beantworten zu können, baute man in den Grusonwerken in Magdeburg den Prototyp einer gepanzerten Dampflokomotive. Weitere Informationen konnten nicht ermittelt werden. Bekannt ist, dass dieser Prototyp ein geschütztes Maschinengewehr auf einer Pivotlafette besaß, das nach drei Seiten feuern konnte. Erprobt wurde der Prototyp auf der königlich preußischen Militär-Eisenbahn in Berlin. Auf dem Schießplatz in Kummersdorf-Gut wurden verschiedene Beschussversuche mit verschiedenen Panzerungen unternommen. Anfang März 1906 gab es dann ersten Zwischenbericht. Um einen Schutz gegen das damals verbreitete französische Kupfergeschoss (balle D) sicherstellen zu können, wurde ein Hochbordwagen mit eisernen Wänden genutzt. In 5 cm Abstand zur Bordwand musste eine 5 mm starke Eisenblechwand aufgestellt und der Zwischenraum mit Kies ausgefüllt werden. Oder es brauchte in 16 cm Abstand zur Bordwand eine 3 cm dicke Holzwand, wobei der Zwischenraum ebenfalls mit Kies ausgefüllt werden musste. Die dritte Möglichkeit war eine mindestens 20 cm dicke Sandsackschicht hinter der Bordwand.
Bei den Dampflokomotiven wurden die Zylinder, der Kesselkörper, die Rohrleitungen und der Wasserkasten des Schlepptenders sowie der Führerstand als hoch schützenswert eingestuft. Um einen ausreichenden Schutz gegen Gewehrfeuer bieten zu können, müssten 8 mm dicke Stahlplatten oder 10 mm dicke Walzeisen die Stellen schützen, was aber durch Platzmangel nicht überall ausführbar war. Bei Beschusstests auf ein mit Eisenblech benageltes Wagendach stellte man fest, dass die Aufbauten der Lokomotive auch gut durch dünnere, aber schräge Panzerplatten geschützt werden konnten.
Ende Februar 1907 kam die Kommission zu folgenden Ergebnissen:
- 1. Gepanzerte Eisenbahnzüge können im Grenzschutz, im Etappengebiet, welches vom Feind oder feindlicher Bevölkerung bedroht ist und bei Kolonialkriegen Verwendung finden.
- 2. Nach Test wird ein wirksamer Schutz gegen Infanterie-Feuer am einfachsten erreicht durch:
  - a) Anwendung der in allen Eisenbahnwerkstätten vorhandenen Eisen- und Riffeleisenplatten von 5 mm Stärke, wenn man zwei Eisenplatten hintereinander mit einem Zwischenraum von mindestens 2 cm anbringt und mit Kies oder Sand auffüllt
  - b) durch den Einbau von Holzkästen im Inneren des Wagens, welcher zum Mannschaftstransport geeignet ist, welche aber 16 cm von der Wagenwand entfernt sein müssen und dieser Zwischenraum mit Kies oder Sand gefüllt ist

Von der Bewaffnung der Panzerzüge ist hier allerdings kein Wort gefallen.

## Vorgaben

### Technische Vorgaben

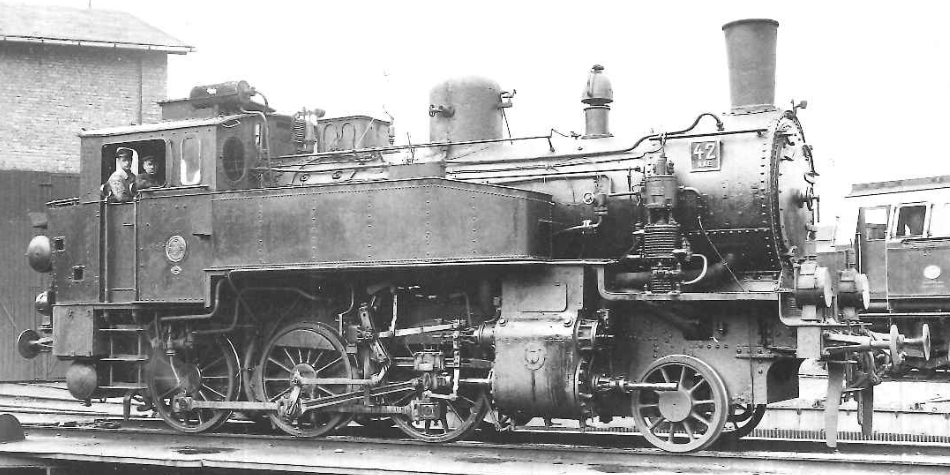
Eine Preußische T 9.3 aus dem Jahr 1940, jedoch ohne Panzerung.

Im Jahr 1906, als Helmuth Johannes Ludwig von Moltke den Posten des Generalstabschefs schon ein Jahr innehatte, wurde die Aufstellung von 32 Panzerzügen ins Auge gefasst. Diese sollten nach den erarbeiteten Konzepten und Ergebnissen erstellt werden. Allerdings musste das Projekt aus finanziellen Gründen auf 14 Panzerzüge gekürzt werden. Um das Programm zu realisieren, veröffentlichte der Minister der öffentlichen Arbeiten gemeinsam mit dem Kriegsministerium im Jahr 1910 eine Dienstanweisung für die Ausrüstung, Mobilmachung und Verwendung von Panzerzügen. Als Dampflokomotiven sollten hierbei ausschließlich solche der Baureihe T 9.3 verwendet werden. Extra für diese Dampflokomotiven war für die seitlichen Laufbleche eine Schutzhaube mit 5 bis 10 mm dicken Flusseisenblechen vorgesehen. Diese waren doppelwandig, vorne offen und hatten einen Abstand von 8 cm zur Dampflokomotive. Oben wurde nur der Führerstand und der Dampfdom geschützt. An der Vorderseite des Dampfdomes wurde eine zusätzliche, senkrechte Panzerblende installiert. Um in den Führerstand zu gelangen, wurden doppelwandige, auf Rollen laufende Türen eingebaut.

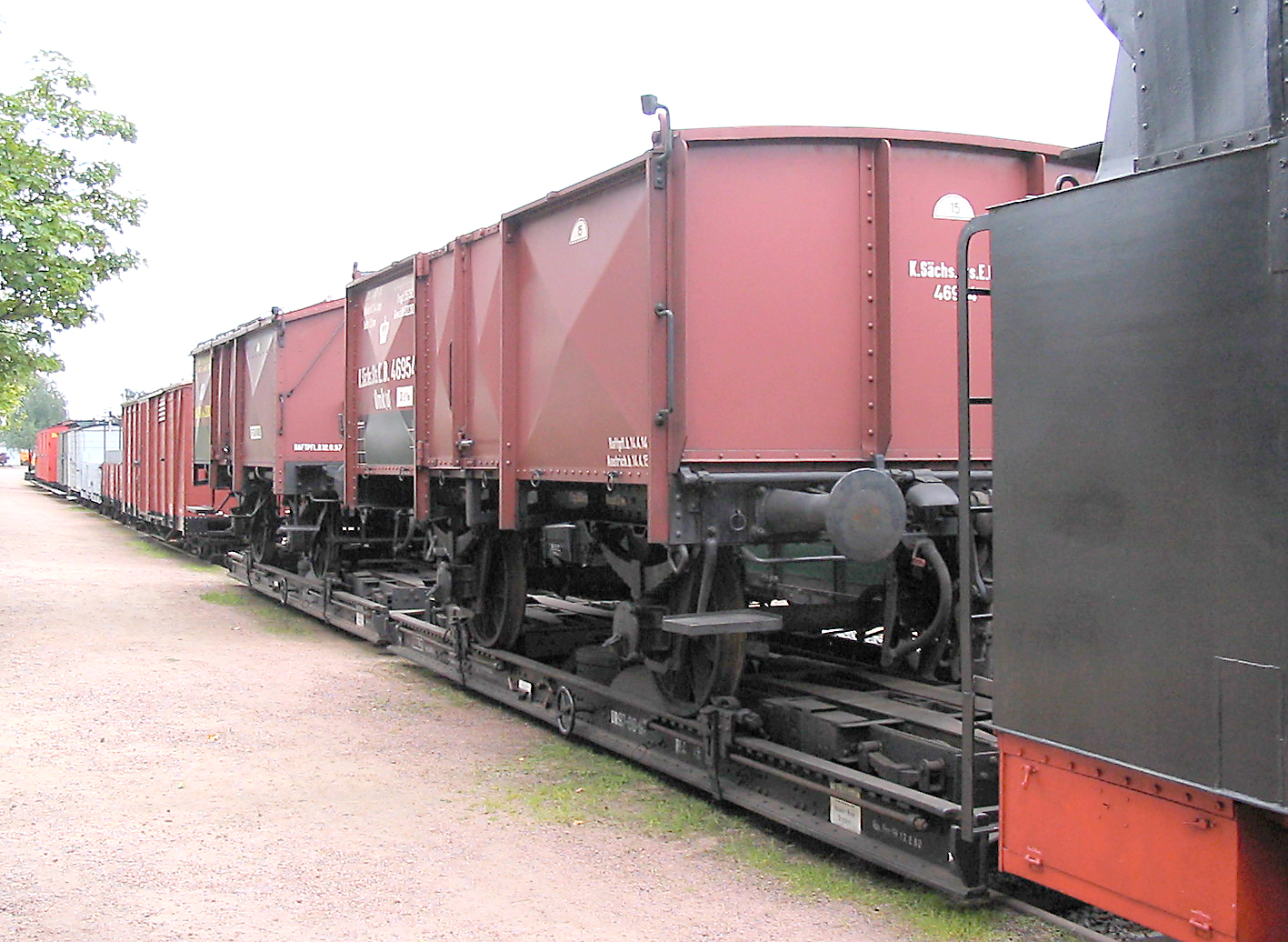
Kohlenwagen vom Typ Omk(u).

Ab dem Jahr 1913 sollte jeder Panzerzug zwölf Güterwagen vom Typ Omk(u) mitführen. Mindestens vier, darunter der erste und letzte Wagen, sollten eine Bremseinrichtung besitzen. Die Güterwagen waren oben offen und hatten im Regelfall 150 cm, in Ausnahmefällen auch 125 cm hohe Eisenwände. 16 cm hinter der Eisenwand befand sich eine 3 cm dicke Holzwand. Der Zwischenraum wurde mit Kies ausgefüllt. Der Bereich der 10 cm dicken Eisentüren wurde dabei ausgespart. Als Kopfschutz und als Auflage für die Gewehre wurden auf die Wände Sandsäcke gelegt. Damit es die Mannschaft in den Wagen einigermaßen komfortabel hatten, wurden zusammenklappbare Militärbänke mitgeführt. Für die damals gängigen Bremserhäuschen und Lagerkästen war eine Panzerstärke von 10 mm Flusseisenblech vorgesehen. Der Kommandant dieser Panzerzüge hatte in seinem gepanzerten Güterwagen einen runden Beobachtungsturm mit einer Panzerung von 4 mm dickem Kruppstahl und einer Flusseisenabdeckung. Dieser kleine Turm war mit drei Beinen am Boden des Wagens befestigt und hatte in 2 m Höhe insgesamt acht Sehschlitze. Die Kommunikation war zur damaligen Zeit jedoch sehr schlecht. Die Verständigung zwischen dem Kommandanten und dem Lokomotivführer wurde mit einer Schlauchverbindung realisiert. Der Streckenbeobachter im Bremserhäuschen an der Zugspitze kommunizierte mit dem Lokomotivführer mittels einer Signalleine.
Innerhalb von 24 Stunden sollte es damals möglich sein, eine Lokomotive und dessen zwölf Wagen zu panzern. Innerhalb von drei Stunden sollte ein kalter Zug fahrbereit sein, stand die Lokomotive schon unter Dampf, waren 30 Minuten vorgesehen. War die Lokomotive an der Spitze des Zuges, so sollte diese auf Hauptstrecken 60 km/h und 30 km/h auf Nebenstrecken fahren können. Bei Einsatzfahrten wurde die Lokomotive in die Mitte des Zuges gehängt und sollte nur noch 25 km/h fahren, wobei sich diese Werte je nach Einsatz, Lage oder betriebstechnischen Sicherheitsgründen im eigenen Land ändern und auch überschritten werden konnten. Der gesamte Vorrat an Wasser erlaubte eine Strecke von 100 km, der Vorrat an Kohle eine 250 km lange Strecke. Nach 1.500 km musste die Lokomotive zur Wartung in eine Bahnwerkstatt und sich dem sogenannten "Auswaschen" unterziehen.

### Vorgaben für die Aufstellung
Die Aufstellung unterlag der Genehmigung durch das Kriegsministerium. Das Antragsrecht zur Aufstellung hatte die Eisenbahnabteilung des Großen Generalstabs (kurz: Eisb. Abt. Gr. Gen. St.). Im Kriegsfall wiederum hatte der Chef des Feldeisenbahnwesens (kurz: Chef FEW)das Antragsrecht zur Aufstellung. Für die technische Seite, die Herstellung der Panzerung, die Lagerung der Panzerung und die komplette Ausrüstung des Panzerzuges für den Einsatz und für die technische Besatzung war die Linienkommandantur zuständig. Das Rollmaterial blieb dabei immer Eigentum der jeweilige stellenden Eisenbahn-Direktion. Aus diesem Grund hatte das Kriegsministerium für die Dauer des Gebrauchs, eine Miete zu entrichten.
Die gestellte, technische Besatzung verblieb im Normalfall immer beim Panzerzug und bestand aus einem technischen Fahrtleiter, zwei Lokführern, zwei Heizern, zwei Zugführern und sechs Bremsern. Der technische Fahrtleiter sollte durch einen Reserveoffizier oder -offizieranwärter gestellt werden. Die Zug- und Lokführer waren mindestens Gefreite, sollten aber besser Unteroffizier der Reserve sein. Der Fahrtleiter war hierbei für den Betrieb des Panzerzuges verantwortlich. In einem Mobilmachungsfall wurde die gesamte technische Besatzung dem Heer unterstellt. In einem Kriegsfall unterstanden die Panzerzüge direkt dem Großen Generalstab und wurden von diesem für Sonderaufgaben einzelnen Korps-Kommandos unterstellt. Die militärische Besatzung war meistens eine, in Kompaniestärke und mit Maschinengewehren ausgerüstete, Infanterieeinheit. Der Kompanieführer wurde hierbei der Panzerzugkommandant und Vorgesetzter für die militärische und technische Besatzung.
Fahrten des Panzerzuges mussten vorher mit einem Telegramm bei den Eisenbahn-Dienststellen angemeldete und unter Berücksichtigung aller Betriebsvorschriften durchgeführt werden. Wichtig hierbei war, dass das Wort Panzerzug niemals auftauchen und der Zug als Sonderzug gekennzeichnet werden sollte. Nach der Aufstellung eines Panzerzuges, hatte dieser mehrere taktische Verwendungsmöglichkeiten, welche in einer Dienstanweisung angegeben wurden. Dazu zählten:
- Auf- und Vormarsch
- Schutz von wichtigen Eisenbahnlinien
- Schutz von wichtigen Kunstbauten oder Knotenpunkten
- Wiederherstellung von Bahnlinien
- Deckung von Arbeiten an Bahnlinien
- Schutz der in Betrieb befindlichen Eisenbahnlinien
- Unterstützung schwacher Truppenteile
- Nachführung zurückgebliebener Truppen
- Sonderaufgaben

Besonderheit bei den deutschen Panzerzügen bis zum Ende des Zweiten Weltkriegs war die starke Betonung der infanteristischen Komponente. Die Infanterie wurde bei den deutschen Panzerzügen in einer viel größeren Anzahl verwendet, als bei anderen Nationen. Ebenfalls war die große Anzahl an Wagen charakteristisch, welche bei anderen Nationen so gering wie möglich gehalten wurde, um den gegnerischen Truppen kein großes Ziel bieten zu können. Die ersten, im großen Maße genutzten 14 Panzerzüge wurden 1912 aufgestellt und waren ab dem 11. August 1914, elf Tage nach dem Beginn der Mobilmachung, einsatzbereit. Die Wehrmacht brachte Ende 1938 die Technische Anforderung an Eisenbahnpanzerzüge heraus. In mehreren Punkten regelte man dort verschiedenste Punkte.
So mussten Panzerzüge kurz und übersichtlich sein, um die Führung durch den Kommandanten sicherstellen zu können. Im Allgemeinen sollten sie immer aus einer geschützten Güterzuglokomotive, sechs geschützten Wagen (drei vor und drei hinter der Panzerzuglokomotive) und zwei offenen Wagen bestehen. Die Panzerzuglokomotive sollte mindestens eine Geschwindigkeit von 65 km/h erreichen und 14 m³ Wasser und 4,5 t Kohle mitführen können. Weiterhin sollte sie mit einer einfachen Pumpvorrichtung und einer ausreichenden Anzahl an Packungs-, Dichtungs- und Schmiermitteln für längere Fahrten ausgestattet werden. Die geschützten Wagen waren für die Besatzung vorgesehen und sollten nach außen einheitlich und unauffällig sein. Für einen gewissen Anteil an Komfort zu bieten, mussten die Wagen mit einer Dampfheizung, Lüftung und Aborten ausgestattet sein. Weiterhin benötigten sie eine Bremsleitung, welche mit der Panzerzuglokomotive verbunden war, sowie einen eigenen Bremshahn und eine Handbremse. Weiterhin war es wichtig, dass die Wagen von Innen entkuppelt werden konnten. Die offenen Wagen waren zur Aufnahme von Oberbaustoffen und Geräten vorgesehen. Zweckmäßig wurden hierbei die Wagen der Klasse Sml empfunden. Zusätzlich mussten die Wagen über eine abwerfbare Entgleisungsvorrichtung verfügen, um den Wagen auch von der Panzerzuglokomotive aus entkuppeln zu können.
Die Wagen mussten innerhalb des Panzerzuges durchnummeriert werden, welche auch eingehalten werden musste. Im Inneren der Wagen musste die Fahrrichtung und die beiden Seiten Panzerzuges durch verschiedene Farben kenntlich gemacht werden. Dabei stand gelb für Vorwärts, grün für rückwärts, rot für rechts und schwarz für links. Eine interne und externe Kommunikation musste mithilfe von Nachrichtenmitteln gewährleistet werden. Für die interne Kommunikation empfand man Hupen, Klingeln, Mundpfeifen oder Melder als angemessen. Für die externe Kommunikation konnte man Funken, Hupen, Blinkgeräte oder Signalflaggen nutzen. Weiterhin wurde die Mitnahme von Scheinwerfern und Scherenfernrohren empfohlen. Die wichtigsten Signale für Hupen, die Dampfpfeife oder Funk- und Blinkgerät waren:
- Achtung = zweimal lang
- Fahrt vorwärts = dreimal kurz, einmal lang (vv)
- Fahrt rückwärts = kurz, lang, kurz (rr)
- Halt = dreimal kurz (ss)
- höchste Gefahr = dreimal kurz, dreimal lang, dreimal kurz (sos)

## Liste der Panzerzüge
Nachfolgend eine Liste von deutschen Panzerzügen bis zum Zweiten Weltkrieg.

### Bis 1914
- Eisenbahnpanzerzug von Zülow

### Erster Weltkrieg (1914–1918)
- Panzerzug II
- Panzerzug III
- Panzerzug IV
- Panzerzug V
- Panzerzug VI
- Panzerzug VII
- Panzerzug VIII
- Panzerzug IX
- Panzerzug X
- Panzerzug XI

### Reichswehr (1919–1935)
- Panzerzug II
- Panzerzug III
- Panzerzug IV
- Panzerzug V
- Panzerzug VI
- Panzerzug VII
- Panzerzug 8
- Panzerzug 11
- Panzerzug 17
- Panzerzug 19
- Panzerzug 20
- Panzerzug 21
- Panzerzug 22
- Panzerzug 23
- Panzerzug 24
- Panzerzug 25
- Panzerzug 26
- Panzerzug 27
- Panzerzug 28
- Panzerzug 29
- Panzerzug 30
- Panzerzug 31
- Panzerzug 32
- Panzerzug 33
- Panzerzug 34
- Panzerzug 35
- Panzerzug 36
- Panzerzug 37
- Panzerzug 38
- Panzerzug 39
- Panzerzug 40
- Panzerzug 41
- Panzerzug 42
- Panzerzug 43
- Panzerzug 44
- Panzerzug 45
- Panzerzug 46
- Panzerzug 47
- Panzerzug 48
- Panzerzug 49
- Panzerzug 50
- Panzerzug 51
- Panzerzug 52
- Panzerzug 53
- Panzerzug 54
- Panzerzug 55
- Panzerzug Brunner

### Wehrmacht (1935–1945)

#### Ehemalige Bahnschutzzüge

Panzerzug 1

- Eisenbahn-Panzerzug Nr. 1
- Eisenbahn-Panzerzug Nr. 2
- Eisenbahn-Panzerzug Nr. 3
- Eisenbahn-Panzerzug Nr. 4
- Eisenbahn-Panzerzug Nr. 5
- Eisenbahn-Panzerzug Nr. 6
- Eisenbahn-Panzerzug Nr. 7

#### Provisorische Panzerzüge
- Eisenbahn-Panzerzug Nr. 10
- Eisenbahn-Panzerzug Nr. 11
- Eisenbahn-Panzerzug Nr. 21
- Eisenbahn-Panzerzug Nr. 22
- Eisenbahn-Panzerzug Nr. 23
- Eisenbahn-Panzerzug Nr. 24
- Eisenbahn-Panzerzug Nr. 25

#### Panzerzüge 1941 (Breitspur)

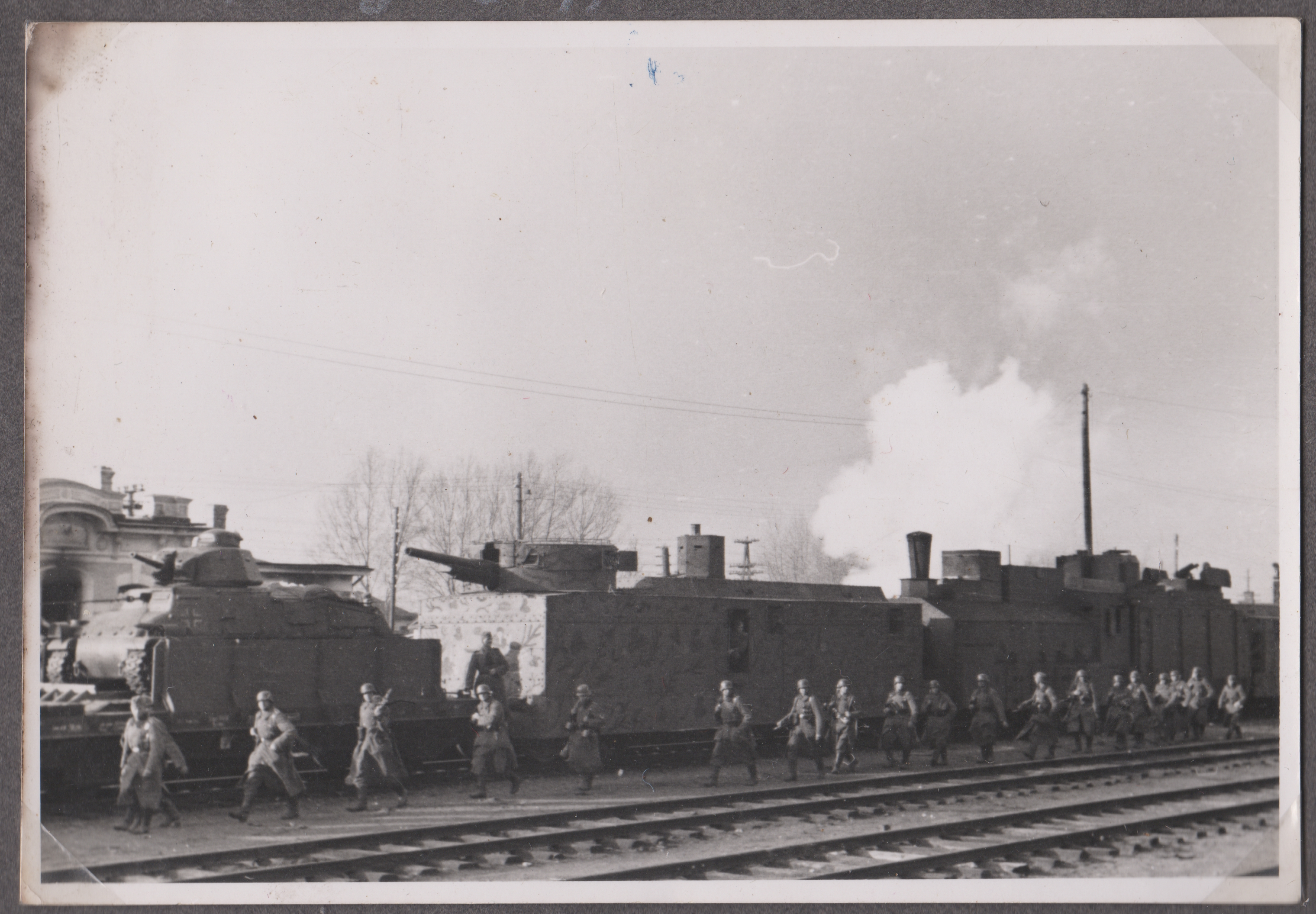
Panzerzug 28

- Eisenbahn-Panzerzug Nr. 26
- Eisenbahn-Panzerzug Nr. 27
- Eisenbahn-Panzerzug Nr. 28
- Eisenbahn-Panzerzug Nr. 29
- Eisenbahn-Panzerzug Nr. 30
- Eisenbahn-Panzerzug Nr. 31

#### Behelfsmäßiger Panzerzug 1942 (BP 42) (Variante)
- Eisenbahn-Panzerzug Nr. 32

#### Streckenschutzzüge
- Eisenbahn-Panzerzug Nr. 51
- Eisenbahn-Panzerzug Nr. 52

#### Behelfsmäßige Panzerzüge 1942 (BP 42)

Panzerzug 61 (Kanonen- und Flakwagen)

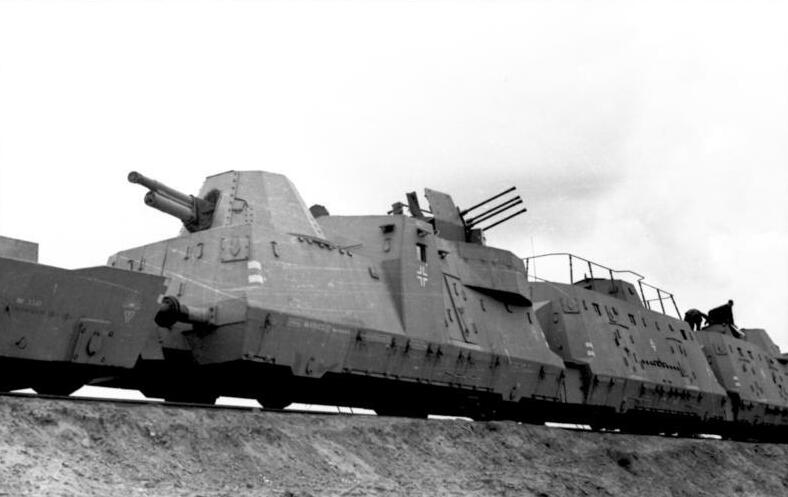
Panzerzug 63 (Kanonen- und Flakwagen, Kommandowagen, Haubitzwagen)

- BP 42
- Eisenbahn-Panzerzug Nr. 60
- Eisenbahn-Panzerzug Nr. 61
- Eisenbahn-Panzerzug Nr. 62
- Eisenbahn-Panzerzug Nr. 63
- Eisenbahn-Panzerzug Nr. 64
- Eisenbahn-Panzerzug Nr. 65
- Eisenbahn-Panzerzug Nr. 66
- Eisenbahn-Panzerzug Nr. 67
- Eisenbahn-Panzerzug Nr. 68
- Eisenbahn-Panzerzug Nr. 69
- Eisenbahn-Panzerzug Nr. 70
- Eisenbahn-Panzerzug Nr. 71
- Eisenbahn-Panzerzug Nr. 72

#### Behelfsmäßige Panzerzüge 1944 (BP 44)
- BP 44
- Eisenbahn-Panzerzug Nr. 73
- Eisenbahn-Panzerzug Nr. 74
- Eisenbahn-Panzerzug Nr. 75
- Eisenbahn-Panzerzug Nr. 76
- Eisenbahn-Panzerzug Nr. 77
- Eisenbahn-Panzerzug Nr. 78
- Eisenbahn-Panzerzug Nr. 79
- Eisenbahn-Panzerzug Nr. 80
- Eisenbahn-Panzerzug Nr. 81
- Eisenbahn-Panzerzug Nr. 82

#### Ehemalige Streckenschutzzüge
- Eisenbahn-Panzerzug Nr. 83
- Eisenbahn-Panzerzug Nr. 84
- Eisenbahn-Panzerzug Nr. 99 (aufgestellt im April 1945, Feldpostnummer 57605, keine weiteren Informationen erhalten geblieben)

#### Schwere Schienenspähwagenzüge (s. Sp.)
- Eisenbahn-Panzerzug (s. Sp.) 201
- Eisenbahn-Panzerzug (s. Sp.) 202
- Eisenbahn-Panzerzug (s. Sp.) 203
- Eisenbahn-Panzerzug (s. Sp.) 204
- Eisenbahn-Panzerzug (s. Sp.) 205
- Eisenbahn-Panzerzug (s. Sp.) 206
- Eisenbahn-Panzerzug (s. Sp.) 207
- Eisenbahn-Panzerzug (s. Sp.) 208

#### Leichte Schienenspähwagenzüge (l. Sp.)
- Eisenbahn-Panzerzug (l. Sp.) 301
- Eisenbahn-Panzerzug (l. Sp.) 302
- Eisenbahn-Panzerzug (l. Sp.) 303
- Eisenbahn-Panzerzug (l. Sp.) 304
- Panzerzug 607
- Panzerzug R

#### Streckenschutzzüge
- Streckenschutzzug 45
- Streckenschutzzug 83
- Streckenschutzzug 101
- Streckenschutzzug 102
- Streckenschutzzug 104
- Streckenschutzzug 105
- Streckenschutzzug 106
- Streckenschutzzug 107
- Streckenschutzzug 108
- Streckenschutzzug 109
- Streckenschutzzug 202
- Streckenschutzzug 203
- Streckenschutzzug 205
- Streckenschutzzug 206
- Streckenschutzzug 207
- Streckenschutzzug 208
- Streckenschutzzug 209
- Streckenschutzzug 210
- Streckenschutzzug 214
- Streckenschutzzug 222
- Streckenschutzzug 223
- Streckenschutzzug 321
- Streckenschutzzug 350
- Streckenschutzzug 420
- Streckenschutzzug 601
- Streckenschutzzug 607
- Streckenschutzzug 683
- Streckenschutzzug 777
- Streckenschutzzug Adria
- Streckenschutzzug Anna
- Streckenschutzzug Bär
- Streckenschutzzug Bergen
- Streckenschutzzug Berlin
- Streckenschutzzug Blücher
- Streckenschutzzug Cäsar
- Streckenschutzzug Erika
- Streckenschutzzug Grong
- Streckenschutzzug Heinrich
- Streckenschutzzug Hela
- Streckenschutzzug Hoek von Holland
- Streckenschutzzug Igel
- Streckenschutzzug Jansen
- Streckenschutzzug Leutnant Marx
- Streckenschutzzug Lilli
- Streckenschutzzug Luise
- Streckenschutzzug Marlen
- Streckenschutzzug Max
- Streckenschutzzug Michael
- Streckenschutzzug Moritz
- Streckenschutzzug Mornardal
- Streckenschutzzug München
- Streckenschutzzug Myslowitz
- Streckenschutzzug Narvik
- Streckenschutzzug Norwegen
- Streckenschutzzug Novara
- Streckenschutzzug Nowo
- Streckenschutzzug Poersel
- Streckenschutzzug Polko
- Streckenschutzzug Rübezahl
- Streckenschutzzug Stettin
- Streckenschutzzug Voss
- Streckenschutzzug Werner
- Streckenschutzzug Wespe
- Streckenschutzzug Wolf
- Streckenschutzzug Zobten
- Streckenschutzzug 3./Eisenbahn-Pionierregiment 3
- Streckenschutzzug 9. Flak-Division
- Streckenschutzzug II-Flak-Regiment 4
- Streckenschutzzug Pionier-Regiment 617

#### Hilfspanzerzüge
Hilfspanzerzug D 209

#### Eisenbahn-Panzer-Triebwagen

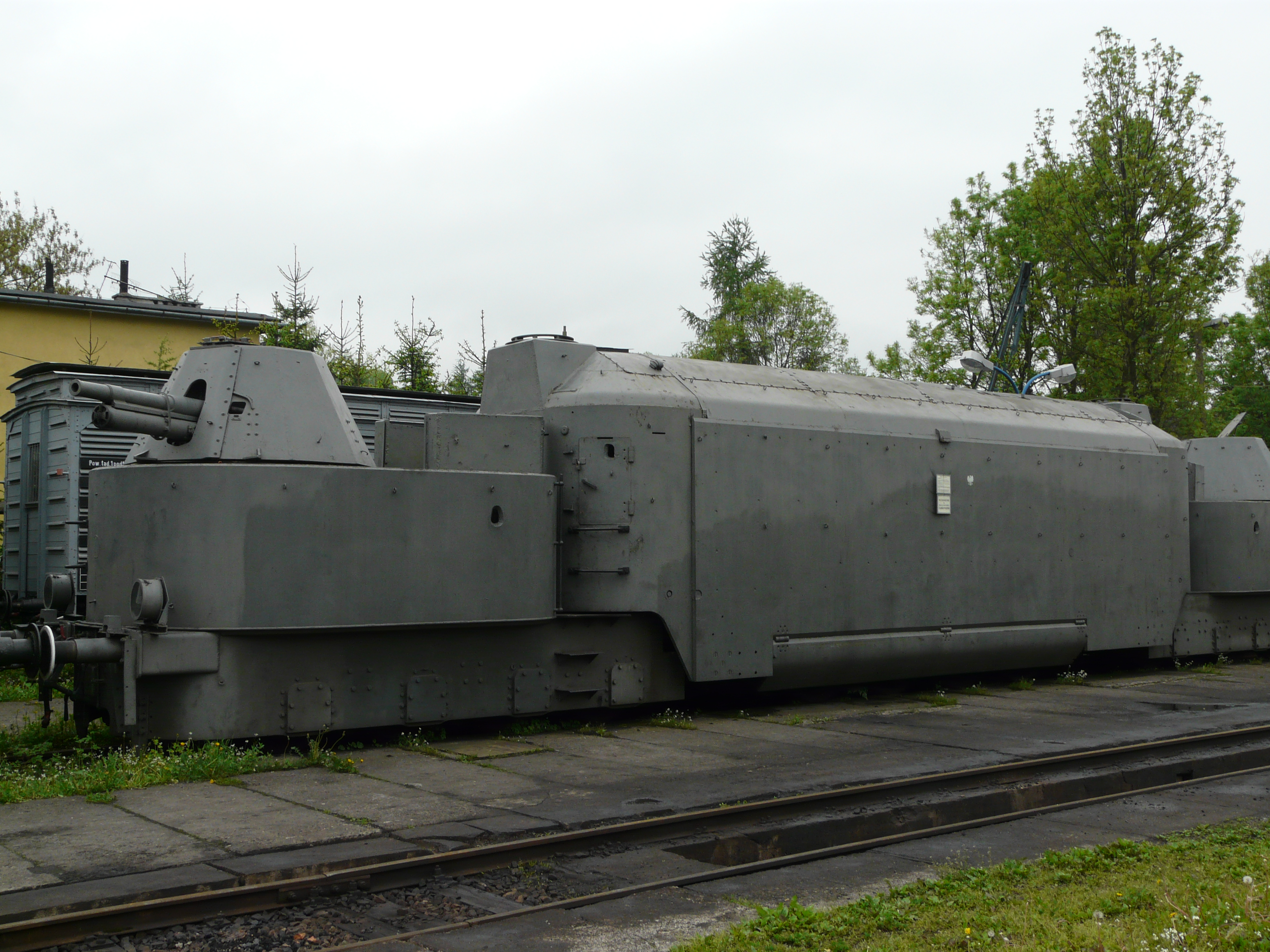
Eisenbahn-Panzer-Triebwagen Nr. 16

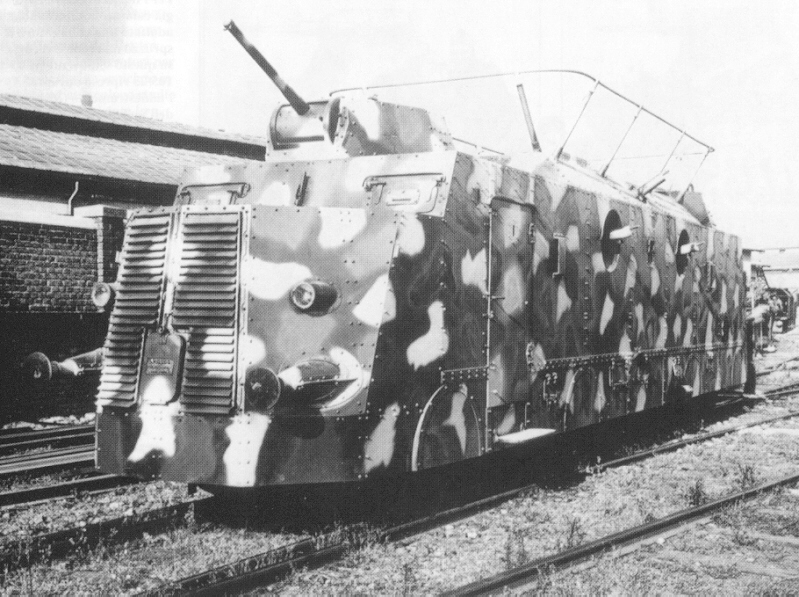
Panzer-Triebwagen Libli (30 – 38)

- Eisenbahn-Panzer-Triebwagen Nr. 15
- Eisenbahn-Panzer-Triebwagen Nr. 16
- Eisenbahn-Panzer-Triebwagen Nr. 30
- Eisenbahn-Panzer-Triebwagen Nr. 31
- Eisenbahn-Panzer-Triebwagen Nr. 32
- Eisenbahn-Panzer-Triebwagen Nr. 33
- Eisenbahn-Panzer-Triebwagen Nr. 34
- Eisenbahn-Panzer-Triebwagen Nr. 35
- Eisenbahn-Panzer-Triebwagen Nr. 36
- Eisenbahn-Panzer-Triebwagen Nr. 37
- Eisenbahn-Panzer-Triebwagen Nr. 38

#### Eisenbahn-Panzer-Geschütz-Triebwagen

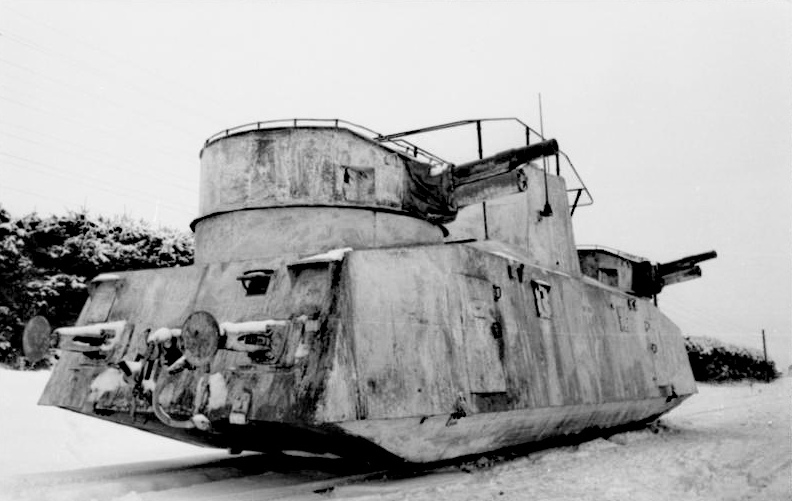
Eisenbahn-Panzergeschütz-Triebwagen Nr. 17

- Eisenbahn-Panzergeschütz-Triebwagen Nr. 17
- Eisenbahn-Panzergeschütz-Triebwagen Nr. 18
- Eisenbahn-Panzergeschütz-Triebwagen Nr. 19
- Eisenbahn-Panzergeschütz-Triebwagen Nr. 20
- Eisenbahn-Panzergeschütz-Triebwagen Nr. 21
- Eisenbahn-Panzergeschütz-Triebwagen Nr. 22
- Eisenbahn-Panzergeschütz-Triebwagen Nr. 23

#### Eisenbahn-Panzerjäger-Triebwagen
- Eisenbahn-Panzerjäger-Triebwagen Nr. 51
- Eisenbahn-Panzerjäger-Triebwagen Nr. 52 – 55 (im Bau befindlich im Februar 1945 in Breslau zurückgelassen)

#### Panzerdraisinen

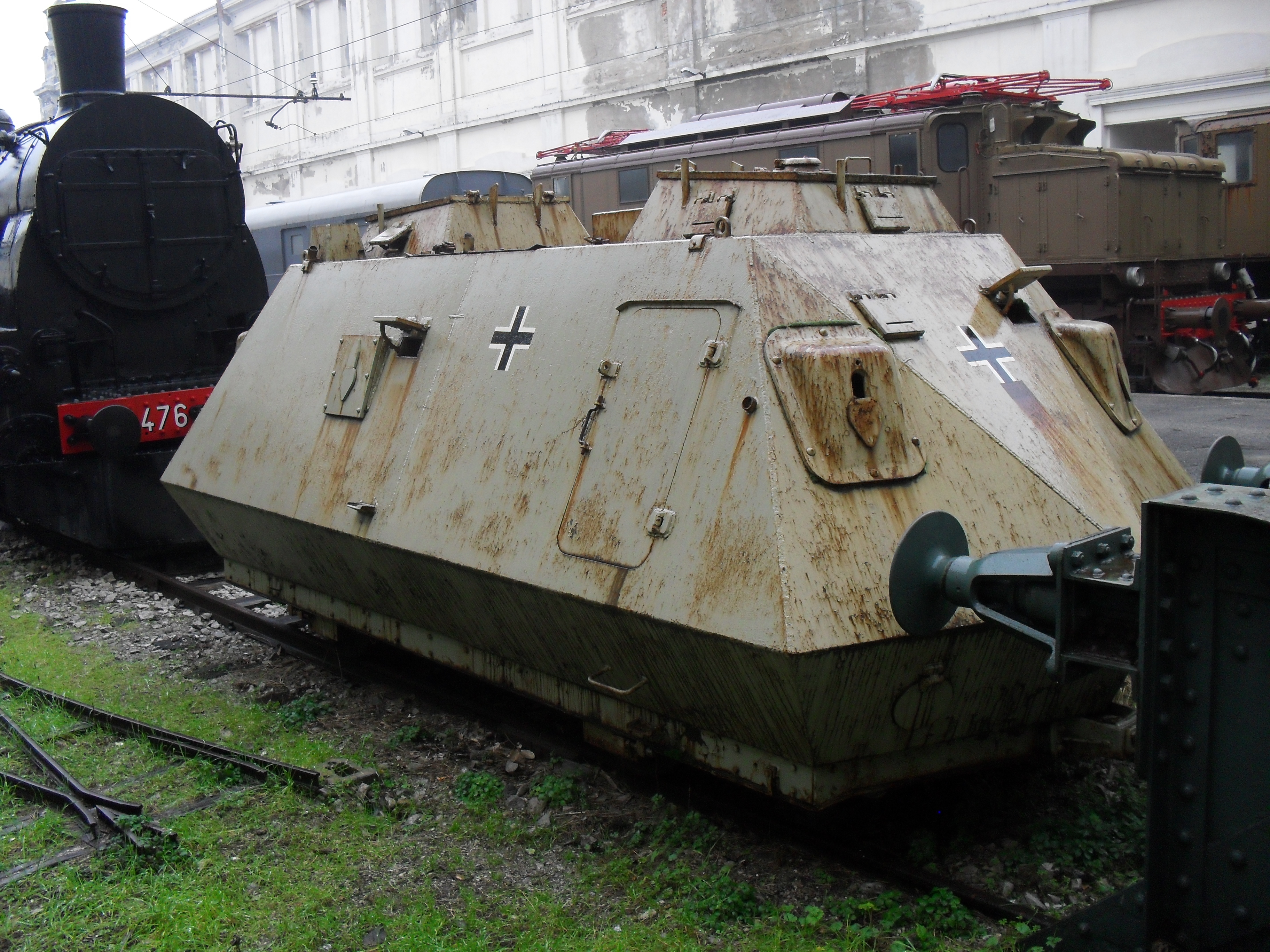
Panzerdraisine Steyr K 2670

- Panzerdraisine Steyr K 2670
- Panzerdraisine Tatra T18
- Schwerer Schienenpanzer